# Liste du patrimoine immobilier classé de Hannut
Cette page regroupe l'ensemble du patrimoine immobilier classé de la ville belge de Hannut.
| Objet | Année de construction / Architecte | Adresse       | Section communale   | Coordonnées                      | Numéro d’inventaire | Illustration |
| --- | ---------------------------------- | ------------- | ------------------- | -------------------------------- | ------------------- | --- |
| Le chœur et la tour de l'église Saint-Christophe à Hannut |                                    |               | Hannut              | 50° 40′ 16″ nord, 5° 04′ 41″ est | 64034-CLT-0003-01   | Le chœur et la tour de l'église Saint-Christophe à Hannut |
| Tumulus d'Avernas-le-Bauduin (M) ainsi que l'ensemble formé par ce tumulus et ses abords (S) à Hannut                                                              |                                    |               | Avernas             | 50° 42′ 05″ nord, 5° 04′ 17″ est | 64034-CLT-0004-01   | Tumulus d'Avernas-le-Bauduin (M) ainsi que l'ensemble formé par ce tumulus et ses abords (S) à Hannut                                                              |
| Château-ferme (M) à Trognée ainsi que l'ensemble formé par ce château-ferme et ses abords (S)                                                                      |                                    |               | Trognée             | 50° 41′ 19″ nord, 5° 07′ 25″ est | 64034-CLT-0005-01   | Image manquanteTéléverser |
| Chapelle Saint-Donat de Blehen (M) ainsi que la butte sur laquelle s'élève l'édifice et le tumulus voisin (S)                                                      |                                    |               | Bléhen              | 50° 40′ 05″ nord, 5° 07′ 49″ est | 64034-CLT-0006-01   | Chapelle Saint-Donat de Blehen (M) ainsi que la butte sur laquelle s'élève l'édifice et le tumulus voisin (S)                                                      |
| L'église Notre-Dame de l'Assomption |                                    |               | Avernas-le-Baudouin | 50° 41′ 41″ nord, 5° 04′ 44″ est | 64034-CLT-0007-01   | L'église Notre-Dame de l'Assomption |
| Tourelles jalonnant le mur de clôture de la propriété de Saint-Hubert et le mur avec lequel elles font corps à Merdorp                                             |                                    |               | Merdorp             | 50° 39′ 03″ nord, 4° 59′ 42″ est | 64034-CLT-0008-01   | Tourelles jalonnant le mur de clôture de la propriété de Saint-Hubert et le mur avec lequel elles font corps à Merdorp                                             |
| Ensemble formé par le château de Moxhe et les terrains environnants                                                                                                |                                    |               | Moxhe               | 50° 37′ 46″ nord, 5° 04′ 44″ est | 64034-CLT-0009-01   | Ensemble formé par le château de Moxhe et les terrains environnants                                                                                                |
| Terrains jouxtant l'ensemble formé par le château de Moxhe et les terrains environnants                                                                            |                                    |               | Moxhe               | 50° 37′ 40″ nord, 5° 04′ 43″ est | 64034-CLT-0010-01   | Image manquanteTéléverser |
| Tour de l'église Saint-Martin à Thisnes |                                    |               | Thisnes             | 50° 39′ 55″ nord, 5° 02′ 53″ est | 64034-CLT-0011-01   | Tour de l'église Saint-Martin à Thisnes |
| Ensemble formé par l'église de Thisnes et ses abords immédiats à l'exclusion des environnements                                                                    |                                    |               | Thisnes             | 50° 39′ 56″ nord, 5° 02′ 49″ est | 64034-CLT-0012-01   | Image manquanteTéléverser |
| Tumulus dénommé Tombe de l'Empereur (M) à Villers-le-Peuplier ainsi que l'ensemble formé par ce tumulus et une partie de la parcelle sur laquelle il se trouve (S) |                                    |               | Villers-le-Peuplier | 50° 38′ 17″ nord, 5° 05′ 07″ est | 64034-CLT-0013-01   | Tumulus dénommé Tombe de l'Empereur (M) à Villers-le-Peuplier ainsi que l'ensemble formé par ce tumulus et une partie de la parcelle sur laquelle il se trouve (S) |
| Ensemble formé par deux drèves et leurs abords à Hannut |                                    |               | Cras-Avernas        | 50° 42′ 05″ nord, 5° 07′ 04″ est | 64034-CLT-0014-01   | Ensemble formé par deux drèves et leurs abords à Hannut |
| Petit Bosquet situé rue de l'Aite et les remparts Saint-Christophe                                                                                                 |                                    |               | Hannut              | 50° 40′ 14″ nord, 5° 04′ 33″ est | 64034-CLT-0015-01   | Petit Bosquet situé rue de l'Aite et les remparts Saint-Christophe                                                                                                 |
| Chapelle Notre Dame de Bon Secours (M) ainsi que l'ensemble formé par la chapelle et ses abords (S) à Hannut                                                       |                                    |               | Villers-le-Peuplier | 50° 39′ 11″ nord, 5° 05′ 39″ est | 64034-CLT-0016-01   | Chapelle Notre Dame de Bon Secours (M) ainsi que l'ensemble formé par la chapelle et ses abords (S) à Hannut                                                       |
| Ensemble formé par le prieuré, la place communale, la drève, l'église et le presbytère à Lens-Saint-Rémy                                                           |                                    |               | Lens-Saint-Rémy     | 50° 39′ 21″ nord, 5° 07′ 49″ est | 64034-CLT-0017-01   | Ensemble formé par le prieuré, la place communale, la drève, l'église et le presbytère à Lens-Saint-Rémy                                                           |
| Orgues de l'église Saint-Remy de Lens-Saint-Remy |                                    |               | Lens-Saint-Remy     | 50° 39′ 17″ nord, 5° 08′ 00″ est | 64034-CLT-0019-01   | Image manquanteTéléverser |
| La Pierre Motet, sise au pied du Tiège de Velupon à Lens-Saint-Remy                                                                                                |                                    |               | Lens-Saint-Remy     | 50° 39′ 03″ nord, 5° 07′ 54″ est | 64034-CLT-0020-01   | La Pierre Motet, sise au pied du Tiège de Velupon à Lens-Saint-Remy                                                                                                |
| Deux Tumuli situés dans le Bois des Tombes (M) ainsi que l'ensemble formé par ceux-ci et leurs abords (S) à Hannut                                                 |                                    |               | Merdorp             | 50° 38′ 18″ nord, 4° 59′ 48″ est | 64034-CLT-0021-01   | Deux Tumuli situés dans le Bois des Tombes (M) ainsi que l'ensemble formé par ceux-ci et leurs abords (S) à Hannut                                                 |
| Ensemble formé par l'église Notre-Dame de l'Assomption, le cimetière désaffecté, le presbytère et le verger à Avernas-le -Baudouin                                 |                                    |               | Avernas-le-Baudouin | 50° 41′ 41″ nord, 5° 04′ 43″ est | 64034-CLT-0023-01   | Ensemble formé par l'église Notre-Dame de l'Assomption, le cimetière désaffecté, le presbytère et le verger à Avernas-le -Baudouin                                 |
| Puits situé rue du Curé, 2 à Moxhe |                                    | Rue du Curé 2 | Moxhe               | 50° 37′ 49″ nord, 5° 04′ 55″ est | 64034-CLT-0024-01   | Puits situé rue du Curé, 2 à Moxhe |
| Le site archéologique du lieu-dit À la tombe |                                    |               | Avernas             | 50° 42′ 05″ nord, 5° 04′ 17″ est | 64034-PEX-0001-01   | Le site archéologique du lieu-dit À la tombe |
| Le site archéologique du tumulus de Blehen dit La tombe de Blehen                                                                                                  |                                    |               | Blehen              | 50° 40′ 08″ nord, 5° 07′ 46″ est | 64034-PEX-0002-01   | Le site archéologique du tumulus de Blehen dit La tombe de Blehen                                                                                                  |
| Le site archéologique du tumulus dit Tombe de l'Empereur |                                    |               | Villers-le-Peuplier | 50° 38′ 17″ nord, 5° 05′ 07″ est | 64034-PEX-0003-01   | Le site archéologique du tumulus dit Tombe de l'Empereur |
| Le site archéologique des deux tumuli situés dans le Bois des Tombes                                                                                               |                                    |               | Merdorp             | 50° 38′ 18″ nord, 4° 59′ 48″ est | 64034-PEX-0004-01   | Le site archéologique des deux tumuli situés dans le Bois des Tombes                                                                                               |